# Британсько-німецькі відносини
Британсько-німецькі відносини або німецько-британські відносини — двосторонніми відносинами між Великою Британією та Німеччиною.
Відносини були дуже стійкими в пізньому середньовіччі, коли німецькі міста Ганзейської ліги торгували з Англією та Шотландією.
До об'єднання Німеччини у 1871, Британія часто була в союзі у воєнний час з панівною Пруссією. Королівські родини часто одружувалися. Також Ганноверська династія (1714—1837) керувала малим Ганноверським електоратом, згодом Ганноверським королівством, а також Британією.
Історики довгий час зосереджувались на дипломатичних і військово-морських змаганнях між Британією та Німеччиною після 1871 року, для того, щоб знайти першопричини зростаючого антагонізму, що призвів до Першої світової війни. В останні роки історики приділяють більше уваги взаємним культурним, ідеологічним та технологічним впливам.
Під час Наполеонівських воєн (1803—1815) Пруссія з певного часу була союзником Британії і страждала через це; деякі інші німецькі держави підтримували Францію. Британія та Німеччина воювали один проти одного у Першій та Другій світовій війнах. Після британської окупації Західної Німеччини з 1945 по 1950 вони стали близькими союзниками в НАТО, що тривало і після возз'єднання. Обидві країни також є членами кількох європейських політичних спільнот. З вступом Британії до ЄЕС у 1973, обидві країни стали головними членами теперішнього Європейського Союзу. На політичному референдумі, який відбувся у 2016, Велика Британія проголосувала за вихід з Європейського Союзу після 24 років членства.

## Історичні зв'язки

### Спільна спадщина
Англійська та німецька мови — це західногерманські мови. Сучасна англійська істотно розійшлася, поглинувши більше французького впливу після 1066 року. Англійська мова має своє коріння в мовах, якими розмовляють германські народи з материкової Європи, точніше різні народи походили з тих, що зараз є Нідерландами, Німеччиною та Данією, включаючи людей, які називаються англами, на яких англійські названі. Багато повсякденних слів англійською мовою мають німецьке походження та схожі на їхні німецькі аналоги, а більш інтелектуальні та формальні слова мають французьке, латинське чи грецьке походження, але німецька мова має схильність до багатьох із них. Англійська мова стала домінуючою світовою мовою і широко вивчається в Німеччині. Німецька мова в XIX і на початку 20 століття була важливою мовою науки і техніки, але вона значною мірою втратила цю роль. В англійських школах німецька мова була нішевою мовою і набагато менш важливою, ніж французька. Німецька мова більше не вивчається у Британії, за винятком рівня А на середніх школах.

#### Торгівля та Ганзейська унія
Існує довга історія торгових відносин між німцями та англійцями. Ганзейська унія була комерційною та оборонною конфедерацією торговельних гільдій, і ринкові міста домінували в торгівлі уздовж узбережжя Північної Європи. Вона простягалася від Балтійського до Північного моря в 13-17 століттях і включала Лондон. Головним центром був Любек. Унія сприяла торгівлі між Лондоном та його численними містами, більшість з яких контролювалась німецькими купцями. Це також відкрило торгівлю з Прибалтикою.

#### Королівська родина
До кінця 17 століття шлюби між англійською та німецькою королівськими родинами були рідкістю. Імператриця Матильда, дочка Англії Генріха I, була одружена між 1114 і 1125 роком з святим римським імператором Генріхом V, але у них не було жодних проблем. У 1256 році Річарда, 1-го графа Корнуолла, було обрано королем Німеччини, а його сини були перейменовані в Альмайн. Протягом усього цього періоду лондонський кінний барон був типовим німецьким діловим поселенням. Німецьких найманців наймали під час Війн троянд.
Енн Клівз була дружиною Генріха VIII, але тільки в період правління Вільгельма III Англійського, король німецького походження прийшов царювати з Дому Нассау. Чоловіком його наступниці, королеви Анни, був принц Джордж з Данії з будинку Ольденбурга, у якого не було дітей, що вижили.
У 1714 році Георгій I, німецькомовний принц-ганноверець із змішаним британським та німецьким походженням, піднявся на британський престол, заснувавши Ганноверську династію. Протягом століття монархи Великої Британії були також правителями Ганноверу (спочатку як принци-курфюрсти Священної Римської імперії, а потім як Ганноверські королі). Був лише особистий союз, і обидві країни залишалися зовсім окремими, але король жив у Лондоні. Британські лідери часто скаржилися, що королі Джордж I, який майже не розмовляв англійською, та Георг II були сильно залучені до Ганноверу та спотворювали британську зовнішню політику на користь Ганновера, невеликої, бідної, сільської та неважливої країни Західної Європи. Навпаки, король Георг III ніколи не відвідував Ганновер у 60-ті роки (1760—1820), коли він ним керував. Ганновер був окупований Францією під час Наполеонівських воєн, але деякі гановерські війська втекли до Англії, щоб сформувати Німецький легіон короля, етнічну німецьку частину в британській армії. Особистий зв'язок з Ганновером остаточно закінчився в 1837 році, коли королева Вікторії зійшла на британський престол. Напівсалічний закон заважав їй бути на престолі Ганновера, оскільки був родич-чоловік.
Кожен британський монарх від Георга I до Георга V у 20 столітті мав німецьку дружину. Королеву Вікторію виростили під пильним наглядом її матері, яка народилася в Німеччині, принцеси Вікторії Сакскобургготської, і вийшла заміж за свого першого двоюрідного брата принца Альберта Сакскобурзького та Готського у 1840 році. Їх дочка, принцеса Вікторія, вийшла заміж за принца Фрідріха Вільгельма Прусського в 1858 році, який через три роки став кронпринтом. Обидва були лібералами, захоплювалися Британією і ненавиділи канцлера Німеччини Отто фон Бісмарка, але Бісмарк мав слух похилого германського імператора Вільгельма I, який помер у 1888 році. Фрідріх Вільгельм став імператором Фрідріхом III, поки він не помер лише через 99 днів, а принцеса Вікторія стала імператрицею Німеччини. Її син став імператором Вільгельмом II і змусив Бісмарка вийти на пенсію через два роки.

#### Вільгельм II
Вільгельм, онук королеви Вікторії, мав стосунки з ненавистю до любові. Він відвідував його часто і був добре відомий у своїх вищих колах, але він необачно сприяв великій експансії Імператорського німецького флоту, що було потенційною загрозою, яку британський уряд не міг не помітити. Принизлива криза настала у справі «Щоденний телеграф» 1908 року. Перебуваючи з розширеним візитом до Британії, кайзер дав довге інтерв'ю Daily Telegraph, яке було сповнене вибухів, перебільшень та жорстоких протестів любові до Британії. Він висміяв британське населення як «божевільний, божевільний, як маршові зайці» за сумнів у мирних намірах Німеччини та її щирому прагненні до миру з Англією, але він визнав, що німецьке населення «не дружнє» до Англії. Інтерв'ю викликало сенсацію по всій Європі, показавши, що кайзер був абсолютно некомпетентним у дипломатичних справах. Британець вже вирішив, що Вільгельм хоч трохи психічно порушений, і бачив інтерв'ю як подальший доказ його нестабільної особистості, а не як знак офіційної ворожості Німеччини. Справа була набагато серйознішою в Німеччині, де його майже одноголосно висміяли. Після цього він відігравав лише більш виконавчу, а іноді й законодавчу декретну роль у великих державних справах.
Британська королівська родина зберігала німецьке прізвище фон Заксен-Кобург-Гота до 1917 року, коли у відповідь на антинімецькі почуття під час Першої світової війни юридично його було змінено на більш британське ім'я Династія Віндзора. Того ж року всі члени британської королівської сім'ї відмовилися від своїх німецьких титулів, а всі родичі Німеччини, які воювали проти англійців у війні, були позбавлені своїх британських титулів Законом про позбавлення титулів 1917 року.

### Інтелектуальні впливи
Ідеї витікали вперед і назад між двома народами. Біженці з репресивних режимів Німеччини часто поселялись у Британії, особливо Карл Маркс та Фрідріх Енгельс. Успіхи в техніці були спільними, як і в галузі хімії. Понад 100 000 німецьких іммігрантів також приїхали до Британії. Німеччина була чи не одним із головних світових центрів інноваційних соціальних ідей наприкінці 19 — початку 20 століть. Британські ліберальні реформи соціального забезпечення, близько 1910 року, під керівництвом лібералів Х. Асквітом та Девідом Ллойдом Джорджем, прийняли систему соціального забезпечення Бісмарка. Були обмінені також ідеї щодо містобудування.

### Дипломатія
Британське міністерство закордонних справ погано обслуговувалось рядом послів у Німеччині, які подавали лише поверхневі доповіді про драматичні внутрішні німецькі події 1860-х років. Це змінилося з призначенням Одо Рассела (1871—1884), який встановив тісний зв'язок з Бісмарком і забезпечив глибоке висвітлення подій Німеччини.
Британія надала пасивну підтримку об'єднанню під прусським пануванням із стратегічних, ідеологічних та ділових причин. Німецька імперія вважалася корисною противагою на континенті як Франції, так і Росії, двом державам, які найбільше хвилювали Британію. Загроза з боку Франції в Середземномор'ї та з боку Росії в Середній Азії могла бути нейтралізована розумними відносинами з Німеччиною. Нова нація була б стабілізаційною силою, і Бісмарк особливо пропагував свою роль у стабілізації Європи та у запобіганні будь-якої великої війни на континенті. Британський прем'єр-міністр Гладстоун завжди підозріло ставився до Німеччини, не любив її авторитаризм і побоювався, що вона врешті розпочне війну зі слабшим сусідом. Ідеологічну прірву підкреслив лорд Артур Рассел у 1872 році: Пруссія тепер представляє все, що є найбільш протилежним ліберальним і демократичним ідеям доби; воєнний деспотизм, панування меча, зневага до сентиментальних розмов, байдужість до людських страждань, ув'язнення незалежної думки, переведення силою населення в ненависне ярмо, зневага до європейської думки, загальне прагнення величі та щедрості тощо, тощо"
Британія дивилася всередину і уникала розбиратися з будь-якими суперечками з Німеччиною, але в кризі «Війни в полі зору» 1875 року, зрозуміла, що не буде терпіти випереджальної війни Німеччини з Францією.

### Колонії
Бісмарк побудував складну мережу європейських союзів, яка зберігала мир у 1870-х та 1880-х роках. Британці розбудовували свою імперію, але Бісмарк рішуче виступав проти колоній як надто дорогих. Коли громадська думка та попит еліти нарешті змусили його у 1880-х роках захопити колонії в Африці та Тихому океані, він забезпечив мінімальні конфлікти з Британією.

### Поліпшення та погіршення відносин
Відносини між Британією та Німеччиною покращилися, оскільки ключові політики, прем'єр-міністр лорд Солсбері та канцлер Бісмарк, були як реалістичними консерваторами, так і значною мірою обидва погодилися щодо політики. Було навіть кілька пропозицій щодо формальних договірних відносин між Німеччиною та Британією, але вони ні до чого не привели, оскільки Британія вважала за краще притримуватись того, що вона називала «чудовою ізоляцією». Тим не менш, низка подій постійно покращувала їх відносини аж до 1890 року, коли Бісмарка був витіснений агресивним Вільгельмом II. Прийшовши до влади в 1888 році, молодий Вільгельм у 1890 році звільнив Бісмарка і наполегливо прагнув посилити вплив Німеччини у світі. Зовнішню політику контролював хаотичний кайзер, який поводився все більш безрозсудливо та керівництво Фрідріха фон Гольштейна, потужного державного службовця в закордонному відомстві. Вільгельм стверджував, що довгострокова коаліція між Францією та Росією повинна розпастися, Росія та Британія ніколи не зберуться разом, і Велика Британія врешті-решт шукатиме союзу з Німеччиною. Росія не могла змусити Німеччину поновити свої взаємні договори, і тому у Франко-російському союзі 1894 року було встановлено тісніші відносини з Францією, оскільки обидві переживали за німецьку агресію. Велика Британія відмовилася погодитися на формальний союз, до якого прагнула Німеччина. Оскільки аналіз Німеччини був помилковим у кожному пункті, нація все більше залежала від Троїстого союзу з Австро-Угорщиною та Італією. Це було підірвано етнічною різноманітністю Австро-Угорщини та її відмінностями від Італії. Остання, у 1915 році, перейшла на інший бік.
У січні 1896 року Вільгельм посилив напругу своєю телеграмою про Крюгера, вітаючи президента Бура Крюгера з Трансваалю у перемозі над рейдом Джеймсона. Німецькі чиновники в Берліні зуміли перешкодити кайзеру запропонувати німецький протекторат над Трансваалем. У Другій бурській війні Німеччина співчувала бурам.
Міністр закордонних справ Німеччини Бернгард фон Бюлов висловився за «Вельтполітику» (Світова політика). Нова політика підтверджувала німецьку претензію на глобальну державу. Консерватизм Бісмарка був зупинений, оскільки Німеччина мала намір кинути виклик і порушити міжнародний порядок. Згодом відносини стабільно погіршувались. Велика Британія стала сприймати Німеччину як ворожу силу і перейшла до дружніших відносин з Францією.

### Морська гонка
Королівський флот Великої Британії домінував над земною кулею у 19 столітті, але після 1890 року Німеччина намагалася досягти паритету. В результаті морська гонка посилила напруженість між двома народами. У 1897 році адмірал Тірпіц став державним міністром військово-морських сил Німеччини і розпочав перетворення ВМС Німеччини з малих прибережних сил оборони до флоту, який мав на меті кинути виклик військово-морській потужності Британії. Тірпіц закликає до Рісікофлотта (Ризикового флоту), який би зробив занадто ризикованою Британію для Німеччини, в рамках більш широких спроб змінити міжнародний баланс сил на користь Німеччини.
Військово-морський флот Німеччини, під командуванням Тірпіца, мав амбіції конкурувати з великим британським військово-морським флотом і різко розширив свій флот на початку 20 століття для захисту колоній та втілення влади у всьому світі. Тірпіц розпочав програму будівництва військового корабля в 1898 році. У 1890 році для захисту свого нового флоту. Німеччина торгувала стратегічним островом Геліголанд у Північному морі з Британією. В обмін Британія здобула східноафриканський острів Занзібар, де продовжувала будувати військово-морську базу. Британці, проте, завжди були попереду в морській гонці і створили високорозвинутий лінійний корабель Дредноут в 1907 році.

### Дві марокканські кризи
Під час першої марокканської кризи 1905 року між Німеччиною та з іншої сторони Британією і Францією була майже війна через французьку спробу встановити протекторат над Марокко. Німці були засмучені тим, що їх не повідомили. Вільгельм виступив з дуже провокаційною промовою за незалежність Марокко. Наступного року в Альхесірасі відбулася конференція, на якій всі європейські держави, крім Австро-Угорщини (тепер усе частіше сприймається як трохи більше, ніж німецький супутник), перейшли на бік Франції. Сполучені Штати уклали компроміс для того, щоб французи відмовилися від свого контролю над Марокко.
У 1911 році Франція готувалась відправити більше військ до Марокко. Міністр закордонних справ Німеччини Альфред фон Кідерлен-Ваехтер не був проти цього, якби Німеччина мала компенсацію в інших країнах Африки, у французькому Конго. Він надіслав Агадіру невеликий військовий корабель, SMS Пантера, загрожував шаблями, і розпалював гнів німецьких націоналістів. Франція та Німеччина незабаром домовилися про компроміс, коли Франція отримає контроль над Марокко, а Німеччина отримає частину французького Конго. Британський уряд, однак, був розлючений і занепокоєний агресією Німеччини. Ллойд Джордж виступив з драматичною промовою «Особняк», в якій засудив німецький крок, як нестерпне приниження. Йшла мова про війну, поки Німеччина не відступила, а відносини залишилися незрозумілими.

### Початок Першої світової війни
Ліберальна партія контролювала британський уряд у 1914 році і була несприятлива для війни з ким-небудь, і хотіла залишатися нейтральною, оскільки Перша світова війна раптом вибухнула в липні 1914 року. Оскільки відносини з Німеччиною щодо колоній та військово-морської гонки в 1914 році покращилися, вона не очікувала проблем. Однак ліберальний прем'єр-міністр Асквіт і особливо міністр закордонних справ Едвард Грей були зобов'язані захищати Францію, яка була слабкішою за Німеччину. Консервативна партія дуже вороже ставилася до Німеччини, оскільки вона була як загрозою і для Британії, так і для Франції. Лейбористська партія, що формувалась тоді, та інші соціалісти оголосили війну капіталістичним засобом для отримання максимального прибутку.
У 1907 році провідний німецький експерт у закордонному відомстві Ейрі Кроу написав меморандум для вищих посадових осіб, який наполегливо попереджав про наміри Німеччини. Кроу стверджував, що Берлін хоче «гегемонії … в Європі, а зрештою і у світі». Кроу говорив, що Німеччина представляє загрозу співвідношенню сил, як у Наполеона. Німеччина розширить свою владу, якщо Антанта Кордіаль з Францією 1904 року не була модернізована до повного військового союзу. Слова Кроу сприйняли серйозно, тим більше, що він народився в Німеччині.
У Німеччині ліві партії, особливо СПД або Соціалістична партія, на виборах у Німеччині 1912 року вперше вибороли третину голосів і найбільше місць. Німецький історик Фріц Фішер відмінно стверджував, що юнкерси, які домінували над Німеччиною, хотіли, щоб зовнішня війна відволікла населення та отримала патріотичну підтримку уряду. Інші вчені, такі як Найл Фергюсон, вважають, що німецькі консерватори були неоднозначними щодо війни і, що вони переживали, що програш війни матиме катастрофічні наслідки і навіть успішна війна може відчужувати населення, якщо вона буде тривалою чи важкою.
Пояснюючи, чому нейтральна Британія пішла на війну з Німеччиною, Пол Кеннеді в «Повстання англо-німецького антагонізму 1860—1914 (1980)» стверджував, що Німеччина стала економічно потужнішою за Британію. Кеннеді заперечував суперечки щодо економічної торгівлі та імперіалізму. Давно існували суперечки щодо Багдадської залізниці, яку Німеччина запропонувала побудувати через Османську імперію. Дружній компроміс із залізницею був досягнутий на початку 1914 року, тому він не грав ніякої ролі у початку липневої кризи. Німеччина раз за разом покладалася на велику військову міць, але Британія почала апелювати до моральних почуттів. Німеччина бачила своє вторгнення в Бельгію як необхідну військову тактику, а Велика Британія вважала це глибоким моральним злочином, головною причиною вступу англійців у війну. Кеннеді стверджує, що, безумовно, основною причиною війни був страх Лондона, що повторення 1870 року, коли Пруссія привела інші німецькі держави до розгрому Франції, означало б, що Німеччина з потужною армією та військово-морським флотом контролюватиме Ла-Манш та Північно-Західну Францію. Британські політики вважали, що це буде катастрофою для британської безпеки.
У 1839 році Британія, Пруссія, Франція та Нідерланди погодилися на Лондонський договір, який гарантував нейтралітет Бельгії. Німеччина порушила цей договір у 1914 році, коли його канцлер Теобальд фон Бетманн Голлвег висміяв договір як "брухту паперу ". Це гарантувало, що ліберали приєднаються до консерваторів у заклику до війни. Історик Зара Штейнер говорить, що у відповідь на вторгнення Німеччини в Бельгію:
Настрій громадськості змінився. Бельгія виявилася каталізатором, який розв'язав безліч емоцій, раціоналізації та уславлення війни, яка вже давно є частиною британського кліматичного думки. Маючи моральну причину, всі приховані антинімецькі почуття, що роками морського суперництва і припускали ворожнечу, піднялися на поверхню. «Брухт паперу» виявився вирішальним як у підтримці єдності уряду, так і в забезпеченні центральної точки зору громадських почуттів.

### Перемога союзників
Великий німецький наступ на Західному фронті навесні 1918 року майже вдався. Німці прорвалися у відкриту країну, але випередили свої запаси та артилерійську підтримку. До літа 1918 року, американські солдати приїжджали на фронт по 10 000 осіб на день, але Німеччина не змогла зменшити своїх жертв і її армія скорочувалася щодня. Серія величезних битв у вересні та жовтні призвела до швидких перемог союзників, і німецьке верховне командування під фельдмаршалом Полом фон Гінденбургом побачило, що воно програло, і сказало Вільгельму зректися і піти у вигнання.
У листопаді нова республіка домовилася про перемир'я, сподіваючись отримати поблажливіші умови, засновані на чотирнадцяти пунктах президента США Вудро Вільсона. Натомість умови становили майже капітуляцію: війська союзників окупували Німеччину на березі річки Рейн, і Німеччина повинна була роззброїтися, втративши завоювання у війні, колонії та флот. Тримаючи продовольчу блокаду в містах, союзники вирішили морити голодом Німеччину, поки вона не погодиться на мирні умови.
На виборах 1918 року, лише через кілька днів, прем'єр-міністр Великої Британії Ллойд Джордж пообіцяв накласти жорсткий договір на Німеччину. Проте на Паризькій мирній конференції на початку 1919 року, Ллойд Джордж був набагато поміркованішим, ніж Франція та Італія, але він все-таки погодився змусити Німеччину визнати початок війни та взяти на себе зобов'язання сплатити всю вартість витрат союзників у війні, в тому числі, пільги та інтереси ветеранів.

### Міжвоєнний період
У 1920—1933 рр. стосунки Британії та Німеччини були загалом добрими, як показали Локарнські договори та Пакт Келлог-Бріанд, які допомогли реінтегрувати Німеччину в Європу.
На Конференції в Генуї 1922 року, Британія відкрито зіткнулася з Францією через суму репарацій, які потрібно стягнути з Німеччини. У 1923 році Франція окупувала Рурську промислову зону Німеччини після того, як Німеччина дефолтувала в її репараціях. Велика Британія засудила французький крок і значною мірою підтримала Німеччину в Руркампфі (Рурська боротьба) між німцями та французами. У 1924 році Британія змусила Францію здійснити значні скорочення суми репарацій, які Німеччина повинна була сплатити.
Пізніше США вирішили питання репарацій. План Dawes (1924—1929) та Young Young (1929—1931), спонсорований США, забезпечували фінансування сум, які Німеччина заборгувала союзникам за репарації. Значна частина грошей повернулася до Великої Британії, яка потім погасила свої американські позики. З 1931 року німецькі платежі до Британії були призупинені. Врешті-решт, у 1951 році Західна Німеччина виплатила репарації Першої світової війни, які заборгувала Британії.
З приходом до влади Гітлера та нацистів у 1933 році відносини погіршилися. У 1934 році Секретний звіт Британського комітету з оборонних вимог назвав Німеччину «кінцевим потенційним ворогом» і закликав до створення експедиційної сили п'яти механізованих дивізій та чотирнадцяти піхотних дивізій. Однак обмеження бюджету перешкоджало формуванню великої сили.
У 1935 році дві країни погодилися на англо-німецьку морську угоду, щоб уникнути повторення морської раси до 1914 року.
До 1936 року умиротворення було зусиллям Великої Британії запобігти війні або принаймні відкласти її до готовності британських військових. Умиротворення було предметом гострих дискусій протягом 70 років науковцями, політиками та дипломатами. Оцінки істориків варіюються від засудження за те, що дозволили Німеччині та Гітлеру стати занадто сильними, до судження про те, що це було в інтересах Великої Британії і що альтернативи не було.
У той час концесії були дуже популярні, особливо Мюнхенська угода Німеччини, Великої Британії, Франції та Італії 1938 року.

### Друга Світова війна

Британська зона окупації

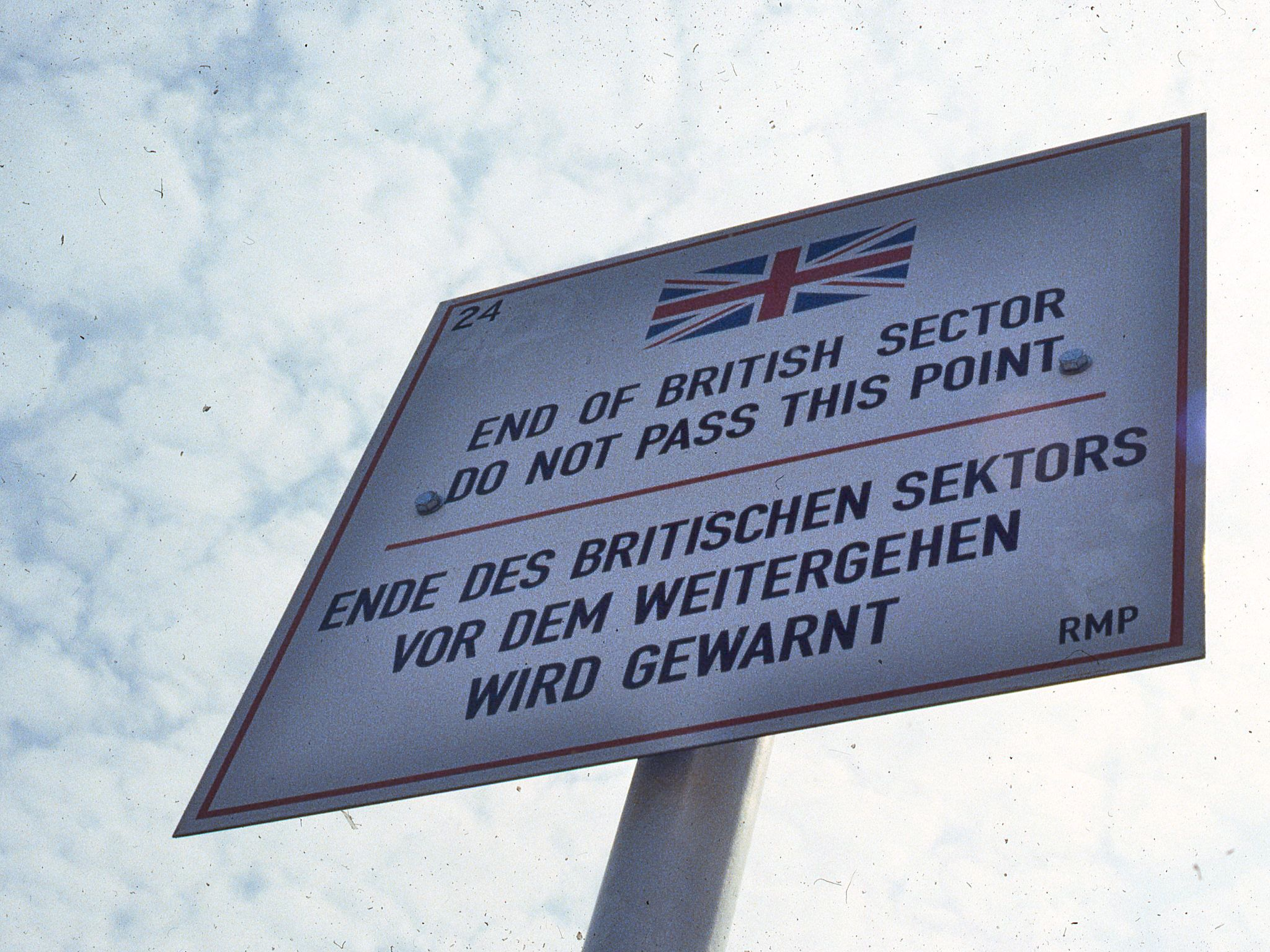
Дорожній знак, що обмежує британську зону окупації в Берліні, 1984 рік.

Німеччина та Британія боролися між собою від британського оголошення війни, у вересні 1939 року, до капітуляції Німеччини, у травні 1945 року. Війна продовжує зберігатись в британській суспільній пам'яті.
На початку війни Німеччина розгромила Польщу. Навесні 1940 р. Німеччина здивувала світ, швидко вторгнувшись у Низькі країни та Францію, вигнавши британську армію з континенту та захопивши більшість зброї, транспортних засобів та припасів. Війна була принесена до британського неба в битві за Британію наприкінці літа 1940 року, але повітряний штурм був відбитий, що зупинило операцію «Сіліон», плани вторгнення у Британію.
Британська імперія стояла самотужки проти Німеччини, але США значно фінансували та забезпечували англійців зброєю. У грудні 1941 р. США вступили у війну проти Німеччини та Японії після нападу Японії на Перл-Харбор, що також згодом охопила британські форпости в Тихому океані від Гонконгу до Сінгапуру.
Вторгнення союзників до Франції в день Д у червні 1944 р., А також стратегічні бомбардування та сухопутні війська сприяли остаточній поразці Німеччини.

#### Окупація
У рамках Ялтинської та Потсдамської угод Велика Британія взяла під контроль власний сектор в окупованій Німеччині. Незабаром вона об'єднав свій сектор з американським та французьким секторами, і ця територія стала незалежною нацією Західної Німеччини в 1949 році. Британці відіграли центральну роль у Нюрнберзькому суді над основними військовими злочинцями у 1946 році. У Берліні до Західного Берліна були приєднані британська, американська та французька зони, і чотири окупаційні держави тримали офіційний контроль над містом до 1991 року.
Значна частина промислових заводів Німеччини потрапила до Британської зони, і було побоювання, що відновлення старої промислової електростанції противника в кінцевому підсумку виявить небезпеку для британської безпеки та конкуруватиме з побитою британською економікою. Одним з рішень було створення сильного вільного профспілкового руху в Німеччині. Інше полягало насамперед на американських грошах, завдяки плану Маршалла, який модернізував економіку Великої Британії та Німеччини та зменшив традиційні бар'єри для торгівлі та ефективності. Саме Вашингтон, а не Лондон, підштовхнув Німеччину та Францію до примирення та приєднання до Плану Шумана 1950 року, за допомогою якого вони погодилися об'єднати свою вугільну та сталеву промисловість.

#### Холодна війна
Під керівництвом Сполучених Штатів, Велика Британія та її Королівські ВВС відігравали головну підтримуючу роль у забезпеченні продовольством та вугіллям Берліну під час Берлінського авіаперевезення 1948—1949 років. Повітряний транспорт прорвав радянську блокаду, яка була покликана витіснити західних союзників з міста.
У 1955 році Західна Німеччина вступила до НАТО, а Східна Німеччина - до Варшавського договору. Британія в цей момент офіційно не визнала Східну Німеччину. Однак ліве крило лейбористської партії, закінчивщи з антикомунізмом післявоєнних років, закликало її визнати. Цей заклик посилив напругу між Британською лейбористською партією та Німецькою соціал-демократичною партією (СПД).
Після 1955 року Британія вирішила покластися на відносно недорогу ядерну зброю як стримуючий фактор проти Радянського Союзу, так і спосіб зменшити свої дуже дорогі військові зобов'язання у Західній Німеччині. Лондон отримав підтримку Вашингтона і продовжив скорочення, наполягаючи на тому, що він зберігає свою прихильність до оборони Західної Європи.
Велика Британія подала дві заявки на членство у Спільному ринку (Європейському співтоваристві). Він не вдався перед французьким вето в 1961 році, але його повторне застосування в 1967 році було врешті успішним, переговори були завершені в 1972 році. Дипломатична підтримка Західної Німеччини виявилася вирішальною.
У 1962 році Британія таємно запевнила Польщу у прийнятті останньої західної межі. Західна Німеччина була неоднозначною. Британія давно не хвилювалась наполяганням Західної Німеччини на тимчасовому характері кордону. З іншого боку, це було таємно, щоб не протидіяти ключовому союзнику Великої Британії в її прагненні вступити до Європейського співтовариства.
У 1970 році уряд Західної Німеччини при канцлері Віллі Брандт, колишній мер Західного Берліна, підписав з Польщею договір про визнання та гарантування кордонів Польщі.

#### Об'єднання

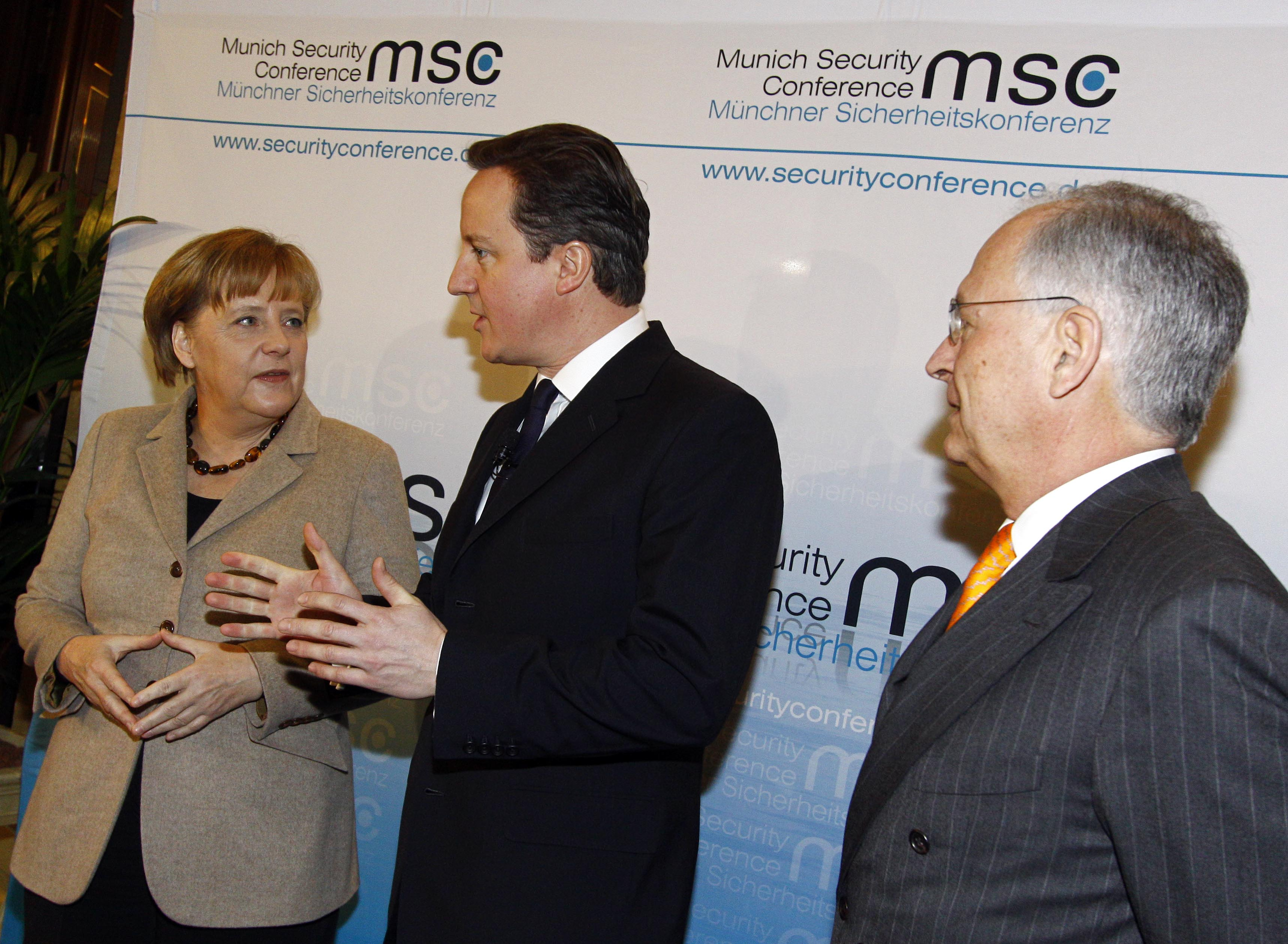
Канцлер Німеччини Ангела Меркель (ліворуч), прем'єр-міністр Великої Британії Девід Кемерон (посеред) та голова Мюнхенської конференції з питань безпеки Вольфганг Ішінгер (справа) на Мюнхенській конференції з безпеки в Мюнхені, Баварія, Німеччина.

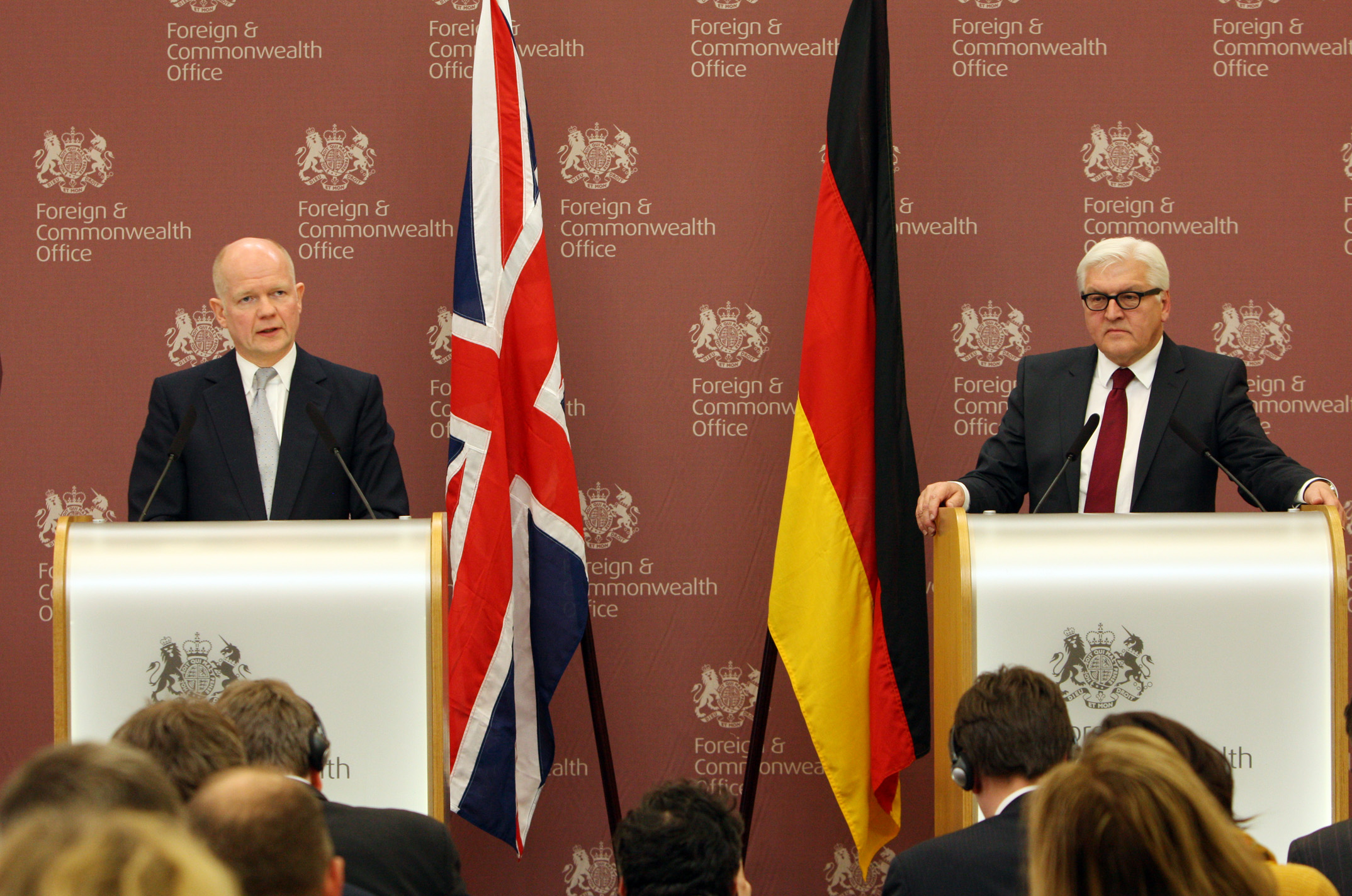
Міністр закордонних справ Великої Британії Вільям Хейг (ліворуч) та міністр закордонних справ Німеччини Франк-Вальтер Штайнмаєр (праворчу) в Лондоні, Англія, Велика Британія, 3 лютого 2014 року.

У 1990 році прем'єр-міністр Великої Британії Маргарет Тетчер спочатку виступила проти об'єднання Німеччини, але врешті-решт прийняла Договір про остаточне врегулювання щодо Німеччини.
З 1945 року Німеччина розміщує кілька британських військових установок у західній частині країни у складі Британських військ Німеччини. Обидві країни є членами НАТО та мають міцні економічні зв'язки. Девід Макаллістер, колишній міністр-президент німецької держави Нижня Саксонія, син батька Шотландії та матері Німеччини, має британське та німецьке громадянство. Аналогічно, колишній лідер Шотландської національної партії в Британській палаті громад Ангус Робертсон — напівнімець, як і його мати з Німеччини. Робертсон вільно володіє німецькою та англійською мовами.
У 1996 році Велика Британія та Німеччина створили спільну будівлю посольства в Рейк'явіку. Були проведені урочистості з нагоди відкриття будівлі 2 червня 1996 року. В них взяли участь міністр закордонних справ Великої Британії Малькольм Ріфкинд, а потім державний міністр в МЗС Німеччини, Вернер Хоєр, і міністр закордонних справ ісландського Халлдур Асгрімссон. У пам'ятній дошці на будівлі записано, що це «перша спеціально споруджена британо-німецька канцелярська будівля в Європі».